# Bombus pyrosoma
Bombus pyrosoma (saknar svenskt namn) är en insekt i överfamiljen bin (Apoidea) och släktet humlor (Bombus) som lever i Centralasien.

## Utseende
Bombus pyrosoma är en medelstor humla med medellång tunga. Drottningen är mellan 20 och 23 mm, arbetarna mellan 12 och 15 mm och hanarna mellan 13 och 15 mm. De tre kasterna, drottning, arbetare och hanar, skiljer sig tämligen påtagligt åt:

### Drottningar
Huvudet har en blandning av ljusa och svarta hår, mellankroppen är gul till olivgul med ett bälte mellan vingfästena av svarta och ljusa hår. Den centrala delen av detta bälte är helt svart, och kan variera i storlek. Den främsta tergiten är gul, nästa kan vara helt svart, men det förekommer också att den endast är svart på sidorna och längs en tunn strimma baktill, och gul för övrigt. Den tredje tergiten är för det mesta svart, de fjärde och femte vita, och den sjätte, bakkroppsspetsen, svart. Färgen förefaller delvis vara storleksberoende; det förekommer att små drottningar har rött på tergit 3 till 5, så att de mera liknar arbetare.
 

### Arbetare
Huvud och mellankropp är som drottningens, även om det kan förekomma att det centrala, helsvarta fältet på mellankroppens mörka bälte saknas helt. Bakkroppen är emellertid annorlunda mönstrad: Främsta och ofta även andra tergiterna är gula; den andra kan även vara svart. Tredje till femte tergiterna är röda, med en tunn, svart framkant på den tredje. På färgtypen med en svart andra tergit är det svarta området på tredje tergiten tjockare, och går längre bakåt på sidorna. Resten av tergit 3, hela tergit 4 och den främre delen av tergit 5 är röda. Den bakre delen av tergit 5 är vit; ibland kan det vita bara vara en tunn strimma längs bakkanten. Bakkroppsspetsen är övervägande vit, ibland med en mörkare, central del, som hos den mörkare färgtypen är helsvart. Även här förefaller färgen vara storleksberoende; större arbetare tenderar att ha mindre rött än sina mindre syskon.

### Hanar
Hanarna är i regel helgula med endast ett svagare mörkt band mellan vingfästena; dock finns en form som har ett svart, halvmånformat fält på tredje tergitens främre del, och gult på tergitens bakparti och sidor. Hos denna typ är tergit 4 till 6 röda, och tergit 7, bakkroppsspetsen, täckt av en blandning av ljusa och svarta hår. 

## Ekologi
Humlan förefaller främst samla nektar och pollen från kransblommiga växter som salvia, men flyger också till växtsläktena balsaminväxter, ärtväxter som lupin och klövrar, kaprifolväxter, korgblommiga växter, gentianaväxter och flenörtsväxter. Arten har iakttagits på höjder mellan 1 300 och 4 000 m, men är inte vanlig.

## Utbredning
Bombus pyrosoma finns framför allt i och kring Tibet, men förekommer också i höglänta områden i nordöstra och centrala Kina.